# Hilarion von Kiew

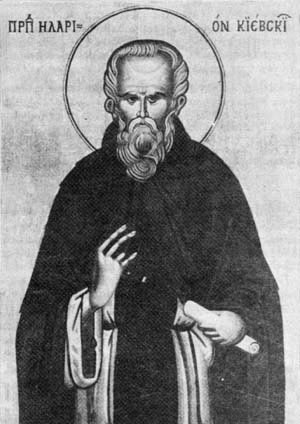

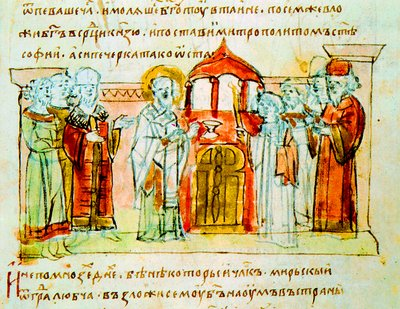
Inthronisation Hilarions (Radziwiłł-Chronik)

Hilarion oder Ilarion (russisch Иларион, ukrainisch Іларіон, belarussisch Іларыён) war der zweite Metropolit von Kiew (1051–1054). Er war der erste Metropolit, der nicht aus Griechenland stammte, sondern slawischer Herkunft war. Er ist der erste bekannte Redner und Schriftsteller der Kiewer Rus.
Hilarion wird heute als Heiliger in der Russisch-Orthodoxen Kirche und in der Ukrainisch-Orthodoxen Kirche verehrt.

## Leben
1051 wurde Hilarion zum Metropoliten von Kiew gewählt, als Nachfolger des 1049 verstorbenen Theopemptus. Im Gegensatz zu den vorangegangenen Bischöfen wurde er nicht vom Patriarchen von Konstantinopel ernannt, sondern von einer Versammlung von Bischöfen der Rus gewählt, auf Wunsch von Jaroslaw dem Weisen. Es wird jedoch vermutet, dass dies keinen Bruch mit dem Patriarchat darstellte.

## Werke
Seine heute noch bekannten Werke sind 
- Predigt über Recht und Gnade (Slovo o zakone i blagodati, vor 1052),
- ein Glaubensbekenntnis,
- eine Sammlung von Anweisungen für Priester.

Seine Werke hatten Einfluss auf die ukrainische Literatur und auf die slawische Kultur.